# Al-Alja
Al-Alja (arab. العلياء) – wieś w Syrii, w muhafazie Aleppo, w dystrykcie Afrin. W 2004 roku liczyła 43 mieszkańców.